# Titularbistum Titiopolis
Titiopolis (lateinisch; italienisch Tiziopoli) ist ein Titularbistum der römisch-katholischen Kirche.
Der antike Bischofssitz lag in der Landschaft Isaurien (Kleinasien) und war ein Suffraganbistum des Erzbistums Seleucia in Isauria.
| Titularbischöfe von Titiopolis |                                 | |                    |                   |
| Nr.                            | Name                            | Amt | von                | bis               |
| 1                              | Luís da Silva Teles             | | 1. Juli 1671       | 8. März 1677      |
| 2                              | Niels Stensen                   | Apostolischer Vikar des Apostolischen Vikariates Norddeutschland und Weihbischof in Münster (Deutschland) | 13. September 1677 | 5. Dezember 1686  |
| 3                              | Marco Gradenigo                 | Koadjutorpatriarch von Aquileia (Italien)                                                                 | 22. August 1699    | 19. November 1714 |
| 4                              | Charles-Marin Labbé MEP         | Apostolischer Koadjutorvikar von Cochin (Vietnam)                                                         | 12. September 1703 | 24. März 1723     |
| 5                              | Angel Benito OSB                | Weihbischof in Burgos (Spanien)                                                                           | 4. März 1720       |                   |
| 6                              | Gabriel Zerdahely               | Weihbischof in Vác (Ungarn)                                                                               | 11. Dezember 1780  | 22. Dezember 1800 |
| 7                              | Ferenc Miklósy                  | Weihbischof in Eger (Ungarn)                                                                              | 20. Juli 1801      | 20. Juni 1803     |
| 8                              | Vicente Alexandre de Tovar      | Prälat von Goiás (Brasilien)                                                                              | 20. Juni 1803      | 8. Oktober 1808   |
| 9                              | Francis Kelly                   | Koadjutorbischof von Derry (Irland)                                                                       | 3. August 1849     | 13. Juni 1864     |
| 10                             | John Cameron                    | Koadjutorbischof von Arichat (Kanada)                                                                     | 11. März 1870      | 17. Juli 1877     |
| 11                             | Valentin Garnier SJ             | Apostolischer Vikar von Kiangnan (China)                                                                  | 21. Januar 1879    | 14. August 1898   |
| 12                             | Joan Josep Laguarda i Fenollera | Weihbischof in Toledo (Spanien)                                                                           | 19. Juni 1899      | 9. Juni 1902      |
| 13                             | Vilmos Batthyány                | Weihbischof/Koadjutorbischof in Nitra (Slowakei)                                                          | 2. Januar 1902     | 18. März 1911     |
| 14                             | Edward Joseph Hanna             | Weihbischof in San Francisco (USA)                                                                        | 22. Oktober 1912   | 1. Juni 1915      |
| 15                             | Pierre Verdier                  | Weihbischof in Rodez-Vabres (Frankreich)                                                                  | 22. März 1917      | 21. Mai 1924      |
| 16                             | Joseph Alfred Langlois          | Weihbischof in Québec (Kanada)                                                                            | 14. Juli 1924      | 10. Juli 1926     |
| 17                             | Pedro Francisco Luna Pachón OFM | emeritierter Apostolischer Vikar von El Beni o Beni (Bolivien)                                            | 10. Juli 1926      | 15. März 1967     |